# Markt (Dornbirn)
Městská část Markt (česky „Trh“ či „Náměstí“) je centrálním (1.) obvodem (okresem) rakouského města Dornbirn ve Vorarlbersku. Díky své poloze v srdci obce byla v roce 1902 – pouhý rok po udělení statutu města – jmenována prvním obvodem mladého města. Zároveň se jedná o jediný obvod, který hraničí se všemi ostatními obvody Dornbirnu.
Centrum města tvoří náměstí lemované štítovými domy ve stylu „Heimatstil“, což je jihoněmecká varianta secese a dominantní průčelí farního kostela v antickém stylu. Štítové domy zasahují také do protějších ulic Marktstrasse a Bahnhofstrasse.
Z hlediska počtu obyvatel si obvod Markt s 12 473 obyvateli (stav k roku 2012) udržuje svůj náskok před obvodem Hatlerdorf. Obvod Markt byl vždy považován za centrum a hlavní tepnu komunální politiky. Politika se nedělala jen na dornbirnské radnici, v mnoha případech, zejména v dřívějších dobách, řídily osud města také krčmy kolem tržiště.
Uprostřed obvodu se nachází hlavní dornbirnské náměstí, v jehož středu je do dlažby zasazen městský znak Dornbirnu (od kterého se odvozuje oficiální nadmořská výška města - 437 m n. m.). Kolem tohoto dlážděného náměstí, které bylo přeměněno na pěší zónu poté, co ho po desetiletí křižovala hlavní ulice, lze obdivovat mnoho starších budov Dornbirnu. Například dornbirnskou dominantu, Červený dům nebo farní kostel sv. Martina.

## Architektura

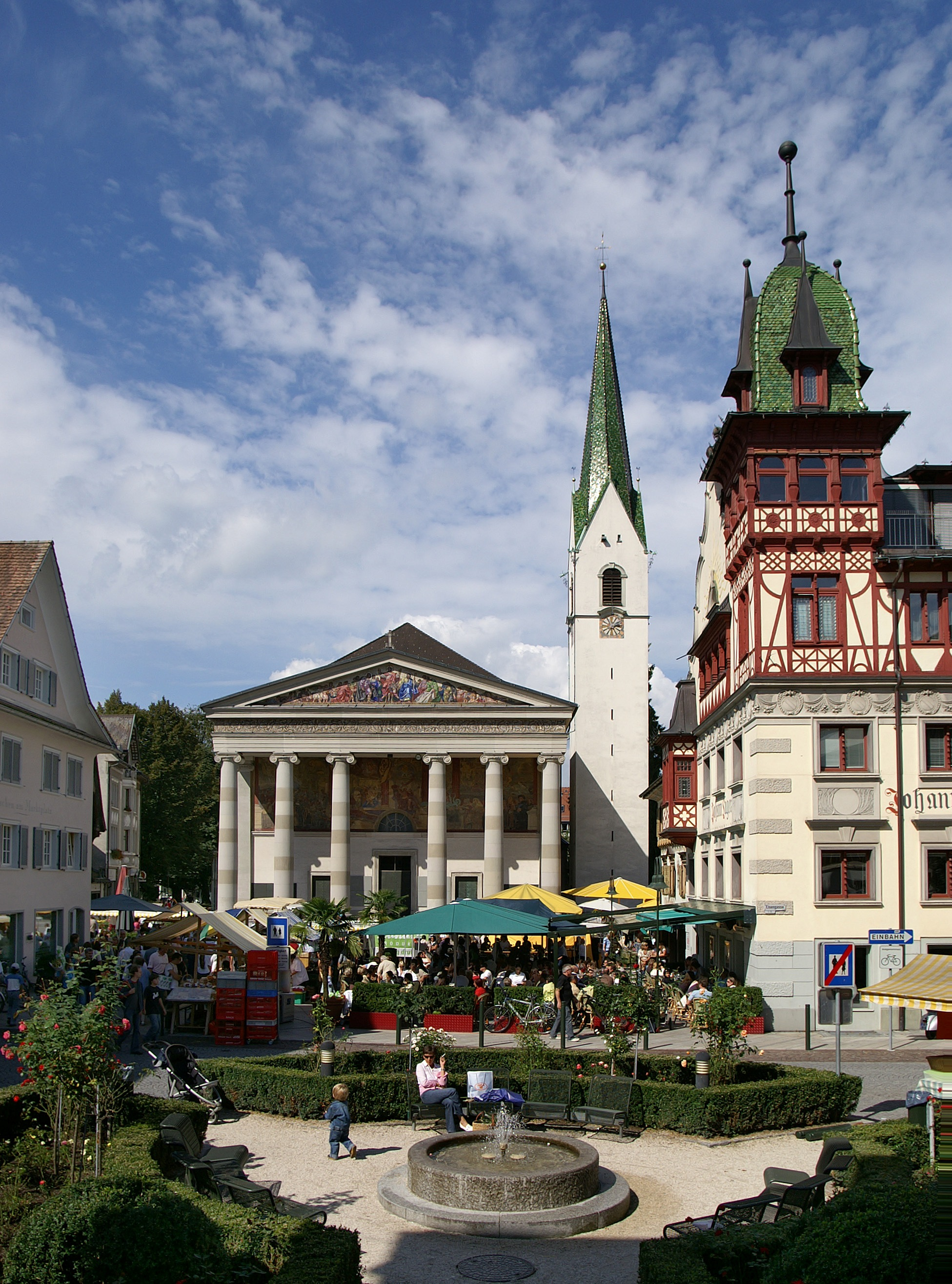
Hlavní dornbirnské náměstí s farním kostelem a Dům Johanna Lugera na pravé straně.

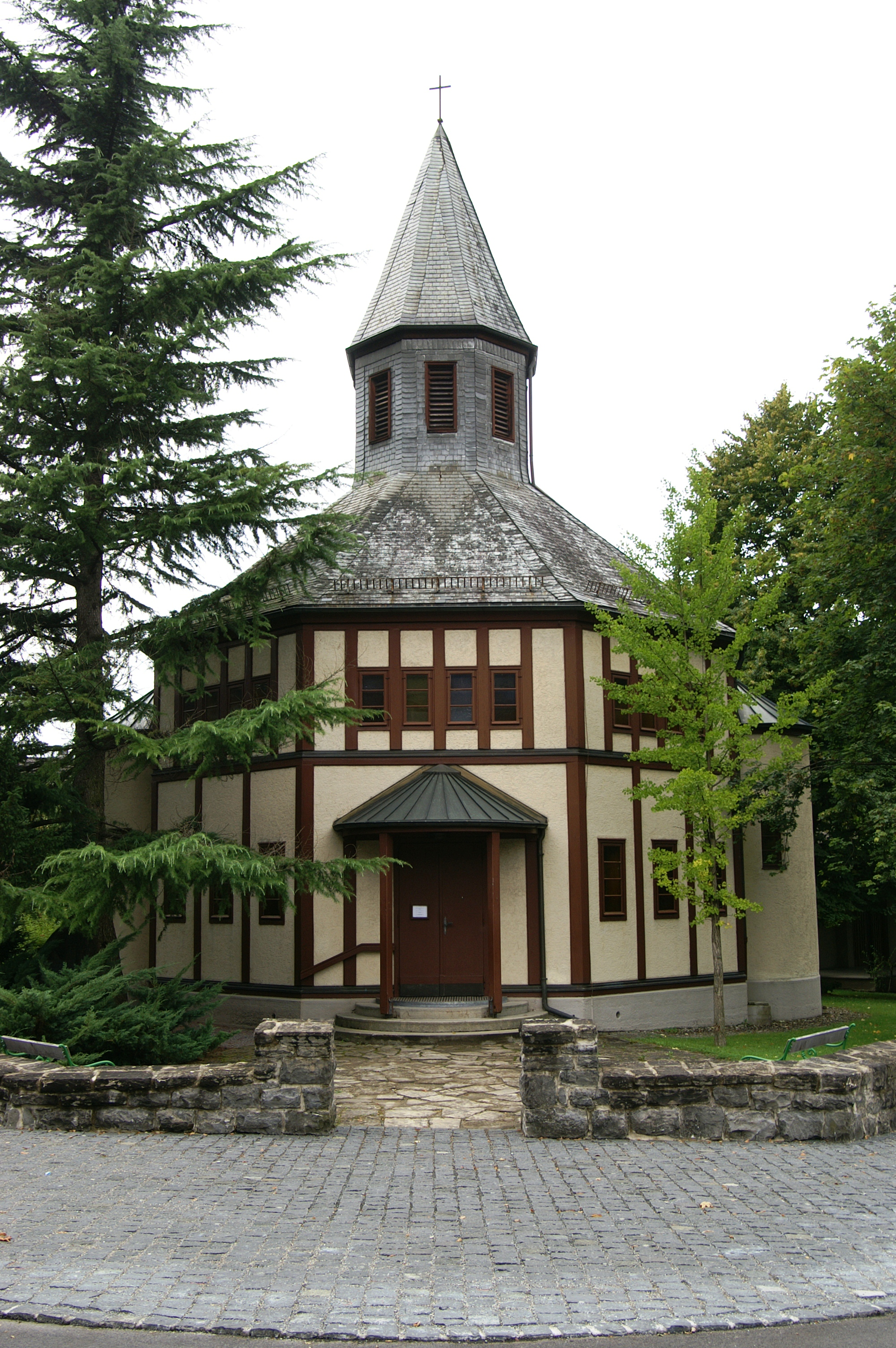
Evangelická kaple

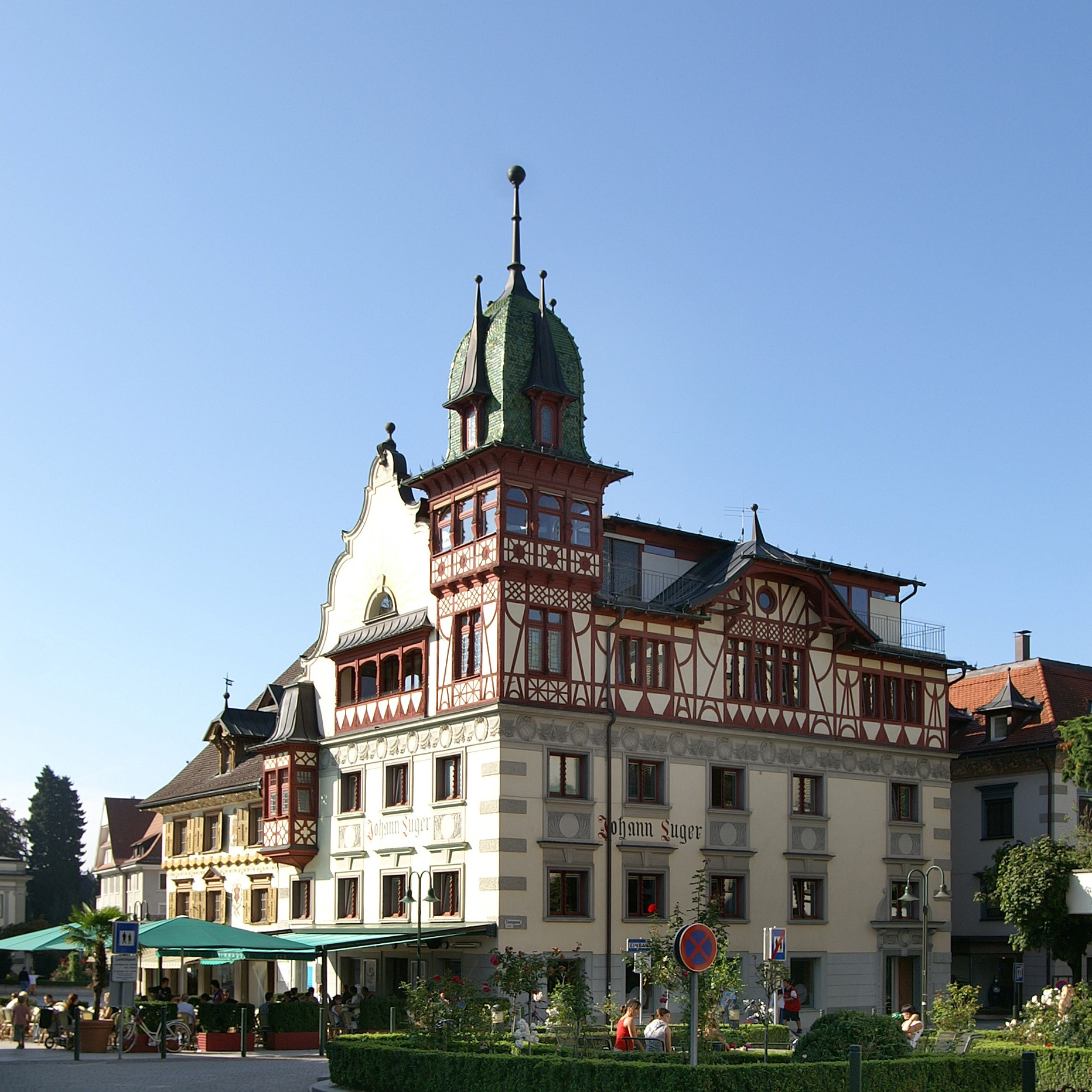
Dům Johanna Lugera

### Kostely
Městský farní kostel sv. Martina (1839–1840)
Tento kostel je mezi místními známý jako vesnický či náměstní kostel. Poprvé je zmíněn v roce 1130. Kostel ve své současné podobě představuje alespoň pátou budovu na téměř stejném místě. Současná budova byla postavena státním architektem Martinem Ritterem von Kinkem v letech 1839–1840 a představuje směsici klasicismu a historismu.(v podstatě jako by klasicismus potřeboval po několika letech historické přehodnocení). Jedná se o budovu s kulatou apsidou a samostatně stojící východní věží se špičatou sedlovou střechou.
I po více než 150 letech budova stále působí jako cizí těleso, vezmeme-li v úvahu drobné stavby v jejím okolí. Kostel také stojí v kontrastu k regionální stavební struktuře. Místní umělec Josef Huber v roce 1923 vytvořil fresku „Poslední věci člověka“ na vstupní zdi a následující rok mozaiku „Vjezd do Jeruzaléma“ v plochém štítu. V letech 1967 až 1969 byl kostel přebudován architektem Emilem Steffannem z Bad Godesbergu . V roce 1999 byla boční kaple renovována pod vedením architekta Wolfganga Ritsche. Ke kapli byla přistavěna skleněná kostka, která poskytuje průhlednost a vyzývá k pozastavení.
Františkánský klášter sv. Josefa (1893–1894)
Tuto jednoduchou sálovou stavbu se sedlovou střechou v centru města založil továrník a vorarlberský zemský hejtman Adolf Rhomberg. Klášter byl dlouhou dobu kapucínským klášterem a dodnes se mu tak familiérně říká. Od počátku 21. století jej však převzali polští františkáni poté, co se kláštera museli vzdát kapucíni, kteří se potýkali s nedostatkem nových mnichů.
Oltářní obraz zobrazuje svatého Josefa s kapucíny jako pomocníky při smrti i světské postavy jako císaře Františka Josefa I. a zakladatele kláštera Adolfa Rhomberga s manželkou Annou (nar. Kogler).
Evangelická kaple (1930–1931)
Protestantský stavitel kostelů Otto Bartning ve svém raném tvůrčím období postavil v Rakousku tři církevní stavby: v případě dornbirnské kaple byl již jeho dřívější expresionismus překonán. Navenek se prezentuje jako extrémně jednoduchá stavba na osmibokém půdorysu, ale uvnitř má velmi intenzivní a koncentrovaný prostor, který díky výhradnímu použití dřeva, osmibokého půdorysu a obvodové galerii působí nečekaně intimně.
Jedná se o téměř identickou kopii evangelické kaple v Tesařově, kterou Barting postavil roku 1909.

### Budovy
Červený dům (1639)
V roce 1639 postavili Michael Danner a Verena Rhomberg hostinec U anděla na místě bývalé dornbirnské fary. V letech 1954/1955 nechal potomek stavitelů August Rhomberg budovu, které hrozila demolice, zrenovovat architektem Franzem Hoffenscherem. Tento krvavě červený dřevěný dům je dnes jedním se symbolů Dornbirnu.

Obchodní dům Johanna Lugera (1901-1902)
Pro Obchodní dům Johanna Lugera s cukrovinkami a módou na náměstí, přebral Hanns Kornberger (* 1868; † 1933) prvky předválečné německé měšťanské architektury.
Na této pozdně secesní přestavbě se ukazuje, jak blízko k sobě ve Vorarlbersku měly secese a národní romantismus. Oba styly podporovala liberální, německo-národní buržoazie.

Dům ve stylu Rheintalhaus - Klostergasse 1
Typický příklad původní zemědělské stavby v Dornbirnu byl postaven kolem roku 1700 pomocí techniky pletené konstrukce.

Ulice Bahnhofstrasse
Po prudké pravotočivé zatáčce nabírá toto původně uliční rozšíření tržiště přímý, mírně svažitý průběh s převážně izolovanými, pozdně historickými třípatrovými budovami.
č. 1 a 2 – postaveny v letech 1910-1912 Willibaldem Braunem
č. 3 – bytový a obchodní dům Josefa Luger; postavený v roce 1911 Hannsem Kornbergerem
č. 7 – romantická cihlová vila v parkové zahradě; postavená v roce 1902 architektem Juliem Rhombergem
č. 11 – tento pozdně historický, bývalý reprezentativní hotel byl postaven na konci 19. století. dornbirnským secesním architektem Hannsem Kornbergerem
Institut pro hospodářskou podporu (1966–1970, 2008)
Tato budova Ernsta Hiesmayra na Bahnhofstrasse má funkci, která není pro cizince snadno pochopitelná: škola, administrativní budova, centrum akcí a dílenská budova jsou pod jednou střechou.
Architekt se pokusil tyto různé funkce vtěsnat do budovy, která na jedné straně chytře integruje velký objem do provinční struktury a na druhé straně nenechává na pochybách, že jde o institut, který šíří technické a odborné informace. V roce 2008 byla dokončena velká přístavba, která nyní charakterizuje vnější pohled na Bahnhofstrasse. Budova se nyní nazývá „WIFI Campus“ a kromě zázemí Institutu pro hospodářskou podporu se v ní nachází také restaurace, regionální pracoviště Služeb trhu práce, kariérní informační centrum BIFO a také cestovní kancelář a papírnictví.